# Evtokij
Evtokij [evtókij] (tudi Evtocij; starogrško Εύτόκιος ὁ Ασκαλωνίτης: Eútókios hó Askalonítes, latinsko Eutocius), starogrški matematik, * okoli 480, Aškalon, Palestina (sedaj Izrael), † okoli 540.
Evtokij je tolmačil Arhimedove razprave in Apolonijevo delo O stožnicah. O njem se ve le malo.